# Ráksi
Ráksi é um município da Hungria, situado no condado de Somogy. Tem 15,17 km² de área e sua população em 2019 foi estimada em 419 habitantes.